# Гейлюссит
Гейлюсси́т (англ. gaylussite, нем. Gaylussit) — редкий минерал, водный карбонат натрия и кальция островного строения.
Открыт в 1826 году, назван в честь французского учёного Жозефа Луи Гей-Люссака.

## Свойства
Кристаллы удлинённые или сплющенные, клиновидные. Люминесценция отсутствует. Растворим в воде. Состав (%): 20,93 — Na2О; 18,94 — CaO; 29,72 — CO2; 30,41 — H2O.

## Месторождения
Встречается в отложениях содовых озёр. Найден в озёрных отложениях Венесуэлы и в американском штате Невада.